# Aurore (temps)

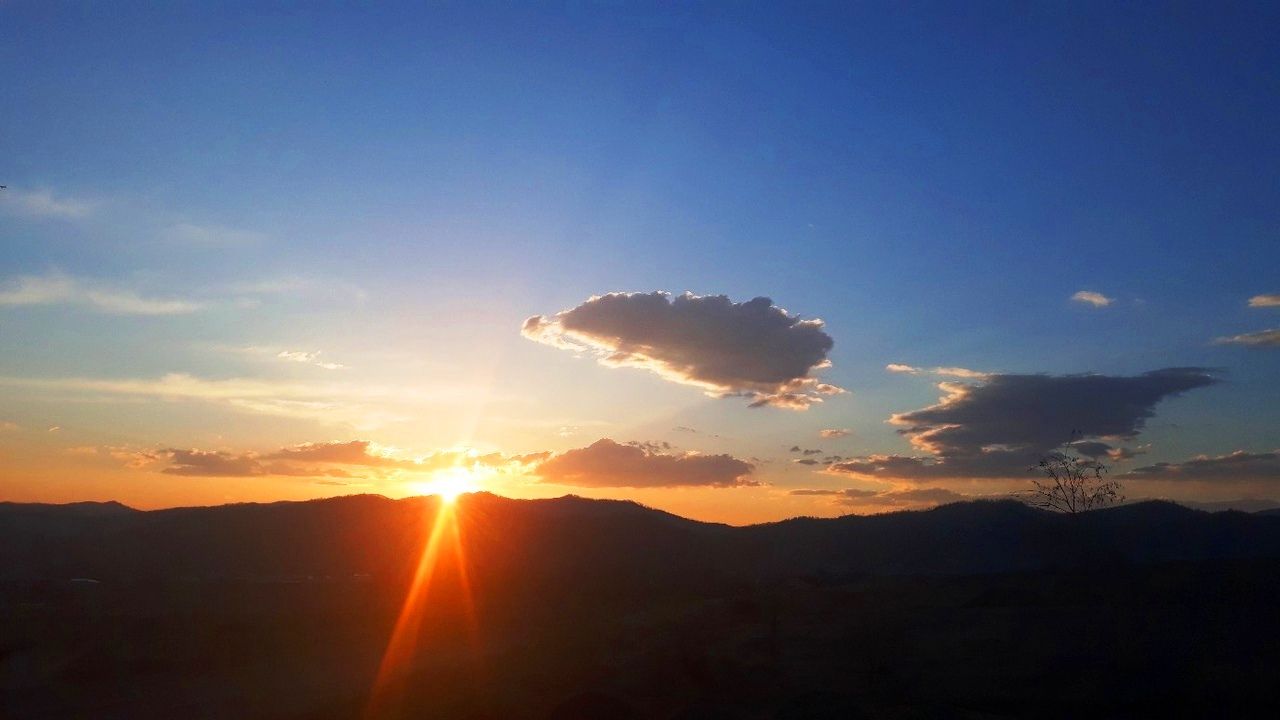
Aurore en Sibérie orientale

Les moments de la journée.

Pour les articles homonymes, voir Aurore.
L'aurore désigne le moment de la journée où le bord du disque solaire apparaît à l'horizon, le moment du matin où cette lumière apparaît. C'est plus précisément un moment de transition entre l'aube et le lever du soleil.
Lorsque le ciel est clair, l'horizon prend alors une teinte jaune orangé. Dans le langage courant, l'expression « se lever aux aurores » est utilisée pour signifier qu'on se lève très tôt le matin.